# محطة قطار وادي فراغة
مَحطة وادي فراغة هي محطة قطار جزائرية تقع في بلدية وادي فراغة ، ولاية قالمة. تُعدّ جزءًا من شبكة الخطوط الإقليمية التي وتديرها الشركة الوطنية للنقل بالسكك الحديدية في الجزائر.

## الموقع في السكك الحديدية
تَقع المحطة في وسط مدينة وادي فراغة، على الخط الممتد من عنابة إلى جبل العنق . تسبقها محطة بوخموزة وتتبعها محطة بودروا .

## خدمة الركاب

### خدمة
وتخدم محطة قطار بوشجوف القطارات الجهوية على خط سكك عنابة إلى تبسة.

### مقالات ذات صلة
- خط من عنابة إلى جبل العنق
- قائمة محطات القطارات في الجزائر

### روابط خارجية
- "ش.و.ن.س.ح". الشركة الوطنية للنقل بالسكك الحديدية. مؤرشف من الأصل في 2025-05-05..